# منگلی (تنگستان)
منگلی (تنگستان)، روستایی از توابع بخش مرکزی شهرستان تنگستان در استان بوشهر ایران است.

## جمعیت
این روستا در دهستان باغک قرار دارد و براساس سرشماری مرکز آمار ایران در سال ۱۳۸۵، جمعیت آن ۳۵ نفر (۸خانوار) بوده‌است.